# Sedum perezdelarosae
Sedum perezdelarosae är en fetbladsväxtart som beskrevs av Jimeno-sevilla. Sedum perezdelarosae ingår i Fetknoppssläktet som ingår i familjen fetbladsväxter. Inga underarter finns listade i Catalogue of Life.